# 228-я пехотная дивизия (вермахт)
228-я пехотная дивизия (нем. 228 Infanterie-division) — пехотное подразделение Вооруженных сил Германии во время Второй мировой войны. Она была сформирована в первом корпусном округе вермахта (Восточная Пруссия) в августе 1939 года и была распущена в августе 1940 года.

## История
228-я пехотная дивизия была одной из дивизий, развернутых непосредственно перед вторжением в Польшу, и входила в состав третьей военной операции. Впервые она была сформирована 16 августа 1939 года в Эльбинге и получила название учебной дивизии, но 26 августа это название было снято, и, таким образом, она стала полноценной дивизией.
Во время вторжения в Польшу 228-я пехотная дивизия под командованием Ганса Саттнера была одной из двух пехотных дивизий, входивших в состав XXI армейского корпуса (Николаус фон Фалькенхорст) в составе 3-й армии и группы армий «Север», а другой — 21-й пехотной дивизии (Куно-Ханс фон Бот). Как 21-я, так и 228-я дивизии дислоцировались на юго-западе Восточной Пруссии и должны были двигаться в юго-западном направлении к Грудзендзу и Висле, чтобы соединиться с силами 4-й армии. 228-я пехотная дивизия оставалась в составе XXI армейского корпуса только первое время. несколько дней кампании, посвященной действиям в Данцигском коридоре, включая битву при Грудзендзе против польских 4-й и 16-й пехотных дивизий. Немецкие войска одержали победу, но их польским коллегам удалось организованно отойти на юго-восток.
Затем 228-я пехотная дивизия была выведена из состава XXI армейского корпуса, когда подразделения Фалькенхорста были переброшены через Восточную Пруссию на другой активный участок фронта.
Хотя изначально предполагалось, что 228-я пехотная дивизия примет участие в битве за Францию в 1940 году, этого не произошло, поскольку победа немцев над французами произошла раньше, чем ожидалось. Дивизия была расформирована 1 августа 1940 года в Мюнстерлагере. Большинство его сотрудников отправились формировать штаб недавно сформированной 16-й мотострелковой дивизии.

## Командиры
- Ганс Саттнер: командир дивизии 228-й пехотной дивизии с августа 1939 по март 1940 года.
- Карл-Ульрих Нойман-Нейроде: командир дивизии 228-й пехотной дивизии с марта 1940 по август 1940 года.
- Хеннинг фон Тресков: штабной офицер 228-й пехотной дивизии, участвовавшей в подготовке вторжения в Польшу в 1939 году. Позже участник немецкого сопротивления и участник заговора 20 июля 1944 года.